# Kōki Mitani
Kōki Mitani (三谷幸喜 Mitani Kōki?), nacido en Tokio el 8 de julio de 1961, es un escritor de teatro, guionista y director de cine japonés.
Mitani destaca por elaborar unas historias de carácter cómico en las que en muchas ocasiones el protagonista es un guionista (como él) cuya obra no siempre es comprendida o tolerada por los demás tal como es debido a diferentes motivos (censura, problemas de tiempo en la representación, necesidad de alterar el nivel de protagonismo de los personajes, etc.), por lo que el texto original ha de sufrir modificaciones, lo que establece una pugna o debate entre el autor y los agentes que tratan de alterar la obra.
Kōki Mitani está casado con la actriz Satomi Kobayashi.

## Principales obras de Koki Mitani como director de cine y guionista
- Rajio no jikan (1997) (Welcome Back, Mr McDonald)
- Minna no ie (2001) (All About Our House)
- Warai no daigaku (2004) (University of Laughs). Mitani sólo escribió el guion, siendo el director Mamoru Hoshi
- Uchôten hoteru (2006) (Suite Dreams)
- Za majikku awâ (2008) (The Magic Hour)
- Kiyosu Kaigi (2013) (The Kiyosu Conference)